# Літомеричі

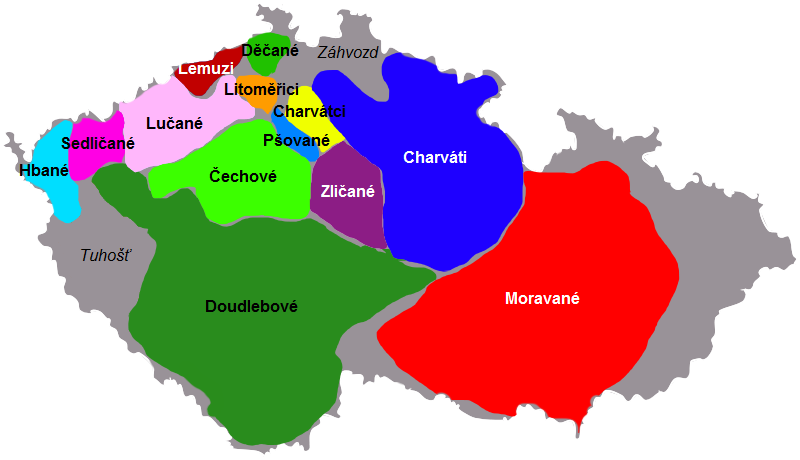
Чешські племена на карті

Літомеричі — мале західнослов'янське плем'я, яке жило на території сучасної Чехії. У V столітті літомеричі жили у північній Богемії, на річці Огржі, що є притокою Лаби. Їхніми сусідами були: хорватці, лемузи, дечани, лучани і чехи. Головним містом було місто Літомержиці. Друге велике місто племені літомеричів — Ліберець. Літомеричі разом з другими слов'янськими племенами створили Устецький і Ліберецький край в Чехії.